# Mercedes Vila
Mercedes Vila Juárez, (Madrid,1975) es una física e investigadora española. Es CTO y Co-Fundadora de BioTech Foods SL.

## Trayectoria
Es licenciada en Ciencias Físicas por la Universidad Autónoma de Madrid y doctora en Física de materiales desde diciembre de 2003.
Realizó 5 años de experiencia posdoctoral en extranjero financiada por una IEF Marie Curie Action y varios programas nacionales de investigación, para desarrollar recubrimientos y funcionalizaciones de superficies de biomateriales. 
En 2008, se incorporó como Investigadora Ramón y Cajal en la facultad de Farmacia de la Universidad Complutense de Madrid, en uno de los grupos europeos de mayor prestigio en Nanomedicina y Medicina Regenerativa con la financiación de una ERG-Marie Curie Action (2008-2010). Durante este periodo desarrolló materiales para la reconstrucción de la pérdida de masa ósea, con lo que se pretendía mejorar la calidad de vida de enfermos de ciertas lesiones (al mejorar su tratamiento) y patologías, como son el cáncer óseo o la osteoporosis.
Sus trabajos posteriores se han centrado en el diseño y aplicaciones de nanopartículas basadas en óxido de grafeno como vectores para la hipertermia de tumores, la comprensión de las interacciones entre superficies-células, y el estudio de la estimulación del crecimiento celular mediante la utilización de estímulos físicos externos sobre nanotubos y otros sistemas basados en carbono.
En noviembre de 2010 fue galardonada, junto a cuatro científicas más (Isabel Lastres Becker, Ana Briones Alonso,Elena Ramírez Parra y María Antonia Herrero), con el Premio L'Oreal – UNESCO “Por las mujeres en la Ciencia", con una dotación de 15000€ con la que se quiere premiar la labor de investigación que realizan mujeres de menos de 40 años para apoyar el papel de la mujer en la ciencia, reconocerlo y ayudar a la conciliación de la vida laboral y familiar.
En 2013 se reincorporó a la Universidad de Aveiro (Portugal) como Investigadora Principal, desempeñando el cargo de coordinadora del laboratorio de Nanomedicina.
En 2015, manteniendo su afiliación como profesora Invitada en la Universidad de Aveiro, se incorporó a la industria como Directora Científica de la empresa Coating Technologies S.L.-CTECHnano, obteniendo su tercera financiación Marie Slodowska Curie Action.
En febrero de 2017 cofundó la empresa BioTech Foods, S.L., compañía pionera dedicada a la investigación, desarrollo y producción de carne cultivada utilizando técnicas de ingeniería de tejidos, desempeñando el cargo de CTO de la empresa.

## Reconocimientos y premios
- 2006 Marie Curie IntraEuropean Fellowship. Comisión Europea
- 2008 Marie Curie Reintegración Grant. Comisión Europea
- 2010 For Women In Science. L'Oreal Fundación-UNESCO
- 2017 Marie Curie Society & Enterprise. Comisión Europea